# Спрос на деньги
Спрос на деньги — желаемое хранение финансовых активов в денежной форме, то есть наличных денег или банковских депозитов, а не инвестиций. Это может относиться к спросу на деньги, в узком смысле определяемому как M1 (средства, пригодные для непосредственного расходования), или на деньги в более широком смысле — M2 или M3.
В качестве средства сбережения (даже временного) в денежном выражении M1 преобладают активы, приносящие проценты. Однако M1 необходим для осуществления транзакций; другими словами, он обеспечивает ликвидность. Это создаёт компромисс между преимуществом сохранения ликвидности для расходов в ближайшем будущем и выгодой временного хранения других активов. Спрос на M1 является результатом этого компромисса в отношении формы, в которой должны храниться средства человека, которые будут потрачены. В макроэкономике мотивы для сохранения своего богатства в форме M1 можно условно разделить на мотив совершения сделки и мотив предосторожности. Спрос на те части более широкой денежной концепции M2, которые имеют нетривиальную процентную ставку, основан на спросе на активы. Они могут быть далее подразделены на более обоснованные с микроэкономической точки зрения мотивы для хранения денег.
Как правило, номинальный спрос на деньги увеличивается с ростом номинального объёма производства (уровень цен умножается на реальный объём производства) и уменьшается с ростом номинальной процентной ставки. Реальный спрос на деньги определяется как номинальная требуемая сумма денег, делённая на уровень цен. Для данной денежной массы точка пересечения пар доход-процентная ставка, при которой спрос на деньги равен предложению денег, известна как кривая LM.
Величина волатильности спроса на деньги имеет решающее значение для выбора центральным банком оптимального способа проведения денежно-кредитной политики и выбора номинального ориентира.
Условия, при которых кривая LM является плоской, так что увеличение денежной массы не оказывает стимулирующего эффекта (ловушка ликвидности), играют важную роль в кейнсианской теории. Такая ситуация возникает, когда спрос на деньги бесконечно эластичен по отношению к процентной ставке.
Типичная функция спроса на деньги может быть записана в виде:
{\displaystyle M^{d}=P\times L(R,Y)\,}
где {\displaystyle M^{d}} это номинальная требуемая сумма денег, P это уровень цен, R номинальная процентная ставка, Y это реальный доход, и L реальный спрос на деньги. Альтернативное название для {\displaystyle L(R,Y)} функция предпочтений по ликвидности.

## Мотивы для хранения денег

### Мотив транзакции
Мотив транзакции, обусловливающий потребность в M1 (остатках денег, которые можно потратить напрямую), связан с потребностью в ликвидности для повседневных транзакций в ближайшем будущем. Эта потребность возникает, когда доход поступает лишь изредка (скажем, раз в месяц) в виде отдельных сумм, но расходы происходят постоянно.

### Количественная теория
Самый основной «классический» мотив сделки можно проиллюстрировать на примере количественной теории денег. Согласно уравнению обмена MV = PY, где M — запас денег, V — их скорость (сколько раз денежная единица оборачивается за определённый промежуток времени), P — уровень цен, а Y — реальный доход. Следовательно, PY — это номинальный доход, или, другими словами, количество транзакций, совершённых в экономике за определённый период времени. Перестраивая приведённую выше идентификацию и придавая ей поведенческую интерпретацию как спроса на деньги, мы имеем
{\displaystyle M^{d}=P{\frac {Y}{V}}\,}
или с точки зрения спроса на реальные остатки
{\displaystyle {\frac {M^{d}}{P}}={\frac {Y}{V}}\,}
Следовательно, в этой простой формулировке спрос на деньги является функцией цен и дохода, пока его скорость постоянна.

### Модели инвентаризации
Однако сумма денег, требуемая для совершения операций, также, вероятно, зависит от номинальной процентной ставки. Это возникает из-за отсутствия синхронизации во времени между желаемыми покупками и выплатами факторов производства (например, заработной платы). Другими словами, хотя работники могут получать зарплату только раз в месяц, они, как правило, будут стремиться совершать покупки и, следовательно, нуждаться в деньгах в течение всего месяца.
Наиболее известным примером экономической модели, основанной на таких соображениях, является модель Баумоля-Тобина. В этой модели человек получает свой доход периодически, например, только раз в месяц, но хочет совершать покупки постоянно. Человек может постоянно носить весь свой доход с собой и использовать его для совершения покупок. Однако в этом случае она отказалась бы от (номинальной) процентной ставки, которую она может получить, храня свой доход в банке. Оптимальная стратегия предполагает хранение части своего дохода в банке, а части — в виде ликвидных денег. Денежная часть постоянно сокращается по мере того, как человек совершает покупки, а затем совершает периодические (дорогостоящие) поездки в банк, чтобы пополнить свои запасы денег. При некоторых упрощающих предположениях спрос на деньги, вытекающий из модели Баумоля-Тобина, определяется как^
{\displaystyle {\frac {M^{d}}{P}}={\sqrt {\frac {tY}{2R}}}\,}
где t — стоимость поездки в банк, R — номинальная процентная ставка, а P и Y остаются прежними.
Ключевое различие между этой формулировкой и формулировкой, основанной на простой версии количественной теории, заключается в том, что теперь спрос на реальные остатки зависит как от дохода (положительно) или желаемого уровня транзакций, так и от номинальной процентной ставки (отрицательно).

### Микрооснования спроса на деньги
Хотя модель Баумоля-Тобина даёт микроэкономическое объяснение формы функции спроса на деньги, она, как правило, слишком стилизована для включения в современные макроэкономические модели, особенно в динамические стохастические модели общего равновесия. В результате большинство моделей такого типа прибегают к более простым косвенным методам, которые передают дух мотива сделок. Два наиболее часто используемых метода — это модель «деньги вперёд» (иногда называемая моделью ограничений Клоуэра) и модель «деньги в функции полезности» (MIU) (также известная как модель Сидрауски).
В модели cash-in-advance агенты ограничены в осуществлении объёма операций, равного или меньшего, чем их денежные запасы. В модели MIU деньги напрямую входят в функции полезности агентов, отражая «услуги ликвидности», предоставляемые деньгами.

### Упреждающий спрос на деньги
Предохранительный спрос на М1 — это хранение транзакционных средств для использования в случае возникновения непредвиденных потребностей в немедленных расходах.

### Мотив активов
Мотив активов в спросе на более широкие денежные показатели, М2 и М3, гласит, что люди требуют деньги как способ хранения богатства. Хотя по-прежнему предполагается, что деньги в смысле М1 хранятся для совершения сделок, этот подход фокусируется на потенциальной доходности различных активов (включая деньги в широком смысле) в качестве дополнительной мотивации.

### Спекулятивный мотив
Джон Мейнард Кейнс, излагая спекулятивные причины хранения денег, сделал акцент на выборе между деньгами и облигациями. Если агенты ожидают, что будущая номинальная процентная ставка (доходность облигаций) будет ниже текущей ставки, они сокращают количество денег и увеличивают количество облигаций. Если будущая процентная ставка упадёт, то цена облигаций вырастет, и агенты получат прибыль от купленных облигаций. Это означает, что спрос на деньги в любой период будет зависеть как от текущей номинальной процентной ставки, так и от ожидаемой будущей процентной ставки (в дополнение к стандартным транзакционным мотивам, зависящим от дохода).
Тот факт, что текущий спрос на деньги может зависеть от ожиданий относительно будущих процентных ставок, имеет последствия для волатильности спроса на деньги. Если эти ожидания формируются, как считал Кейнс, «животными духами», то они, скорее всего, будут меняться неравномерно и приведут к тому, что спрос на деньги будет весьма нестабильным.

### Портфельный мотив
Портфельный мотив также фокусируется на спросе на деньги сверх того, что требуется для осуществления операций. Базовая концепция принадлежит Джеймсу Тобину, который рассмотрел ситуацию, когда агенты могут хранить своё богатство в форме актива с низким риском/низкой доходностью (здесь — деньги) или актива с высоким риском/высокой доходностью (облигации или акции). Агенты выбирают сочетание этих двух типов активов (свой портфель) на основе компромисса между риском и ожидаемой доходностью. При заданной ожидаемой норме прибыли люди, более склонные к риску, будут выбирать большую долю денег в своём портфеле. Аналогичным образом, учитывая степень неприятия человеком риска, более высокая ожидаемая доходность (номинальная процентная ставка плюс ожидаемый прирост капитала по облигациям) заставит агентов отказаться от безопасных денег и перейти к рискованным активам. Как и в других вышеприведённых мотивах, это создаёт отрицательную связь между номинальной процентной ставкой и спросом на деньги. Однако в модели Тобина дополнительно важна субъективная степень неприятия риска, а также объективная степень риска других активов, измеряемая, например, стандартным отклонением прироста и потерь капитала от владения облигациями и/или акциями.

## Эмпирические оценки функций спроса на деньги

### Стабилен ли спрос на деньги?
Фридман и Шварц в своей работе «Денежная история Соединённых Штатов», опубликованной в 1963 году, утверждали, что спрос на реальные балансы зависит от дохода и процентной ставки. На тот период времени, который они изучали, это было правдой. Однако вскоре после публикации книги из-за изменений на финансовых рынках и финансового регулирования спрос на деньги стал более нестабильным. Различные исследователи показали, что после 1975 года спрос на деньги стал гораздо более нестабильным. Эрикссон, Хендри и Прествич (1998) рассматривают модель спроса на деньги, основанную на различных мотивах, описанных выше, и проверяют её на эмпирических данных. Оказалось, что базовая модель хорошо работает в период с 1878 по 1975 год, и, по-видимому, особой волатильности спроса на деньги не наблюдается, что аналогично результатам Фридмана и Шварца. Это справедливо даже несмотря на то, что две мировые войны за этот период времени могли привести к изменениям в скорости обращения денег. Однако, когда одна и та же базовая модель используется на данных за период с 1976 по 1993 год, она работает плохо. В частности, спрос на деньги, по-видимому, не чувствителен к процентным ставкам, и, по-видимому, существует гораздо большая внешняя волатильность. Авторы объясняют разницу технологическими инновациями на финансовых рынках, дерегулированием финансовой системы и связанной с этим проблемой изменения перечня активов, рассматриваемых в определении денег. Другие исследователи подтвердили этот вывод недавними данными за более длительный период. Спрос на деньги, по-видимому, меняется во времени, что также зависит от реального баланса домохозяйств.
Лоуренс М. Болл предполагает, что использование адаптированных агрегатов, таких как околоденежные средства, позволяет получить более стабильную функцию спроса. Он показывает, что использование доходности близких денег даёт меньшие отклонения, чем предыдущие модели.

## Важность волатильности спроса на деньги для денежно-кредитной политики
Если спрос на деньги стабилен, то денежно-кредитная политика, состоящая из денежно-кредитного правила, нацеленного на темпы роста некоторого денежного агрегата (например, M1 или M2), может помочь стабилизировать экономику или, по крайней мере, устранить денежно-кредитную политику как источник макроэкономической нестабильности. Кроме того, если спрос на деньги не меняется непредсказуемо, то таргетирование денежной массы является надёжным способом достижения постоянного уровня инфляции. Это легче всего увидеть с помощью уравнения количественной теории денег, приведённого выше. Когда это уравнение преобразуется в темпы роста, мы получаем:
{\displaystyle g_{m}+g_{v}=\pi +g_{y}\,}
который гласит, что темпы роста денежной массы плюс темпы роста её скорости равны уровню инфляции плюс темпы роста реального объёма производства. Если спрос на деньги стабилен, то скорость постоянна и {\displaystyle g_{v}=0}. Кроме того, в долгосрочной перспективе реальный объём производства растёт постоянными темпами, равными сумме темпов роста населения, технологических ноу-хау и существующих технологий, и как таковой является экзогенным. В этом случае приведённое выше уравнение может быть решено для уровня инфляции:
{\displaystyle \pi =-g_{y}+g_{m}\,}
Здесь, учитывая долгосрочные темпы роста выпуска, единственным фактором, определяющим уровень инфляции, являются темпы роста денежной массы. В этом случае инфляция в долгосрочной перспективе является чисто монетарным явлением; денежно-кредитная политика, направленная на регулирование денежной массы, может стабилизировать экономику и обеспечить неизменный уровень инфляции.
Однако этот анализ не работает, если спрос на деньги нестабилен — например, если скорость в приведённом выше уравнении непостоянна. В этом случае потрясения спроса на деньги при таргетировании денежной массы приведут к изменениям реальных и номинальных процентных ставок и приведут к экономическим колебаниям. Альтернативная политика таргетирования процентных ставок, а не денежной массы, может улучшить этот результат, поскольку денежная масса приспосабливается к шокам спроса на деньги, сохраняя процентные ставки (и, следовательно, экономическую активность) относительно постоянными.
Из приведённого выше обсуждения следует, что волатильность спроса на деньги имеет значение для того, как следует проводить денежно-кредитную политику. Если большинство шоков совокупного спроса, которые влияют на экономику, связаны с расходами (кривая IS), то политика таргетирования денежной массы будет стабилизирующей по сравнению с политикой таргетирования процентных ставок. Однако, если большая часть потрясений совокупного спроса вызвана изменениями спроса на деньги, которые влияют на кривую LM, то политика таргетирования денежной массы будет дестабилизирующей.